# O pacoste de comoară
O pacoste de comoară (în engleză City Slickers II: The Legend of Curly's Gold) este un film din 1994 regizat de Paul Weiland. Rolurile principale au fost interpretate de actorii Billy Crystal, Daniel Stern, Jon Lovitz și Jack Palance. Este continuarea filmului Orășenii (City Slickers) din 1991.

## Distribuție
- Billy Crystal - Mitch Robbins
- Daniel Stern - Phil Berquist
- Jon Lovitz - Glen Robbins
- Jack Palance - Duke Washburn
- Patricia Wettig - Barbara Robbins
- Noble Willingham - Clay Stone
- Pruitt Taylor Vince - Bud
- Bill McKinney - Matt
- David Paymer - Ira Shalowitz
- Josh Mostel - Barry Shalowitz
- Lindsay Crystal - Holly Robbins
- Beth Grant - Lois
- Jayne Meadows - vocea mamei lui Mitch
- Jennifer Crystal - The Jogger
- Bob Balaban - Dr. Jeffrey Sanborn (nemenționat)
- Frank Welker - Norman (voce)